# Gunnar Rosenborg (bankman)
Gunnar David Rosenborg, född den 25 juni 1898 i Gävle, död den 17 juli 1990 i Uppsala, var en svensk bankdirektör. Han var bror till Einar och Ansgar Rosenborg.
Rosenborg avlade studentexamen 1917. Han anställdes vid Uplands enskilda banks huvudkontor i Uppsala samma år, blev kamrer där 1933 och var direktör där 1951–1963. Rosenborg blev styrelseledamot i Carl Gehrmans musikförlag 1944 och skattmästare i Upplands fornminnesförening 1944, i stiftelsen Upplandsmuseet 1960. Han vilar på Uppsala gamla kyrkogård.